# Mohammed al-Assar

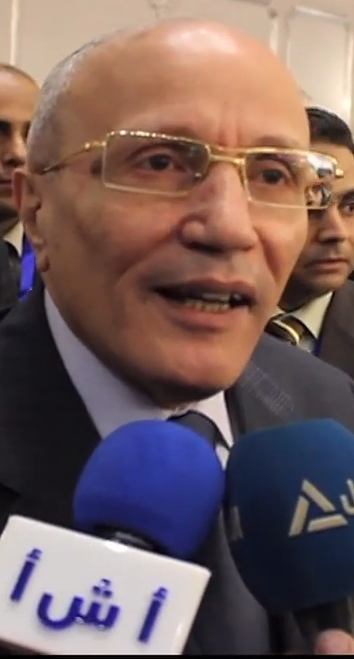
Mohammed al-Assar

Mohammed al-Assar oder auch Mohamed El-Assar (arabisch محمد العصار, DMG Muḥammad al-ʿAṣṣār; * 3. Juni 1946; † 6. Juli 2020) war von September 2015 bis zu seinem Tod ägyptischer Staatsminister für militärische Produktion.
Al-Assar hat am Military Technical College in Kairo in Ingenieurwissenschaften promoviert. Nach seiner Karriere bei den Streitkräften Ägyptens wurde er stellvertretender Verteidigungsminister für Rüstungsangelegenheiten und als solcher im Zuge der Revolution in Ägypten 2011 Mitglied des Obersten Rates der ägyptischen Streitkräfte.
Am 19. September 2015 wurde er im Kabinett Ismail zum Staatsminister für militärische Produktion berufen
und 2018 in seinem Amt im Kabinett Madbuli bestätigt. Dieses füllte er bis zu seinem Tod aus. Noch am Vortag seines Todes gab sein Pressesprecher bekannt, dass sein Gesundheitszustand stabil sei.
Al-Assar wurde am 7. Juli mit einem Staatsbegräbnis beigesetzt.

## Auszeichnungen und Ehrungen
Ein Monat vor seinem Tod wurde al-Assar von Präsident al-Sisi ehrenhalber zum Generalleutnant der ägyptischen Streitkräfte befördert.
- Nil-Orden (2020)[7]
- Orden der Republik
- Orden der Ehrenlegion (2017)[1]